# 基幹局
基幹局（きかんきょく）
- 日本の（テレビ局の）ニュース系列において、そのネットワークの基本となる放送局に向けたものである。以下に詳述する。
- テレビ・ラジオ放送局の重要な中継局で、特にテレビに関しては、空中線電力が5W以上の中継局をプラン局と呼ぶこともあり、新局開局の際には、優先して周波数が割り当てられる。例えば北海道において、札幌・旭川・函館・室蘭・帯広・北見・釧路の7つの送信所は、他の中継局より重要とされる事から、基幹局と呼ばれることが少なくない。

基幹局（きかんきょく）は、そのネットワークの基本方針などを決めるアンテナを必要とする放送局のこと。
ここでは、日本のテレビネットワークにおける基幹局について説明する。

## 概要
企業が商品やサービスの広告（CM）を行う際、一般購買層に合わせて、全国・都道府県・大都市圏・都市圏（中核都市）などの、適した広告媒体を選んでいる。民間放送を利用する場合は、放送対象地域・番組内容・放送時間帯などを一般購買層に最適化させるが、広告を受け入れて放送する民放局側では番組スポンサーやCMの選定が行われる。このとき、「県域放送」が放送範囲であればローカル局がその役割を担うが、「全国放送」が放送範囲であるとネットワーク加盟局が多いため、基幹局がその役割を担う。そのため、無線設備を揃えた方が便利が良いことがある。
民放4大ネットワークでは、基幹局（拠点局）となることが多く、広域放送を行っている三大都市圏の局（東京23区、大阪市、名古屋市に立地）と、放送下の人口が多い道県に立地する局を中心に基幹局が必要になる（代表例はJNN基幹局）。ただし、NNNは福岡県にフルネット局がなかった1960年代、テレビ西日本が脱退し福岡放送が開局するまで、隣県の山口放送が基幹局だったことがある。なお、基幹局の中でも特に発言力の強い在京局を「キー局」、在阪局を「準キー局」と呼ぶことがある。
系列によっては基幹局として取り決められる地域や放送局が違うため、同一地域であっても系列によっては基幹局ではないところや、同一地域で1系列のみが基幹局（拠点局）となっているところもある。
なお、TXNは、系列局が少ないことから明確な基幹局はない。また、NHKの場合は、本部である東京及び7つの放送局を「地域拠点局」として地方毎に設置し、ネットワーク内の情報・流通やブロックネット番組制作の拠点としている。これにより、NHKにおいては「基幹局」とは呼称せず「拠点局」または「拠点放送局」と呼称している。なお、この名称は2022年4月1日に廃止され、「放送局」に統一されたが、NHKはこれらの放送局の位置づけや役割などは同日以降も変更はないとしている。